# José Luis Aguilera Barceló
José Luis Aguilera Barceló (10 de junho de 1993) é um jogador de vôlei de praia cubano.

## Carreira
Em 2017 formava dupla com Luis Reyes na conquista da medalha de bronze na etapa de Varadero, válida pelo Circuito NORCECA de Vôlei de Praia, já nesta mesma etapa no referido circuito em 2018 terminou na nona posição.

## Títulos e resultados
- Etapa de Varadero do Circuito NORCECA de Vôlei de Praia:2017